# Torre de Aranguren (Vizcaya)
La casa torre de Aranguren está ubicada en el municipio de Orozco (barrio de Aranguren), provincia de Vizcaya, País Vasco. La torre se alza a la vera del río Arnauri, junto a la carretera que une la capitalidad del municipio con una serie de barrios: Ibarra, Zaloa, Urgoiti, todos en las estribaciones del Gorbea. Se encuentra bajo la protección de la Declaración genérica del Decreto de 22 de abril de 1949, y la Ley 16/1985 sobre el Patrimonio Histórico Español.

## Historia
Construida alrededor del año 1510 por la familia Olarte, pasó en el siglo XVII a la familia Rotaeche. La Casa de Olarte fue fundada por el infante don García, hijo de Sancho Garcés III de Pamplona, hacia el año 1050, y fueron patronos de la iglesia de San Bartolomé de Olarte de Orozco, construida hacia el año 1250.  Esta familia, fiel servidora de los señores de Ayala, valle alavés al que estuvo vinculado Orozco hasta el siglo XVIII, poseía un solar en Aranguren ya en 1385, pero la construcción de la casa actual tuvo lugar durante los primeros años del siglo XVI y en el XVII pasó a manos de los Rotaeche, es por ello que las armas y escudo de los Olarte es similar al de los Rotaeche.

## Descripción
La Casa Torre de Aranguren no es, pese a su nombre, un castillo o fuerte, sino un caserío de hidalgo o un palacete rural. La estructura de la casa es de estilo gótico, si bien posee elementos decorativos de estilo renacentista apreciables en la fachada principal, como el amplio portal en arco apuntado levemente tallado.

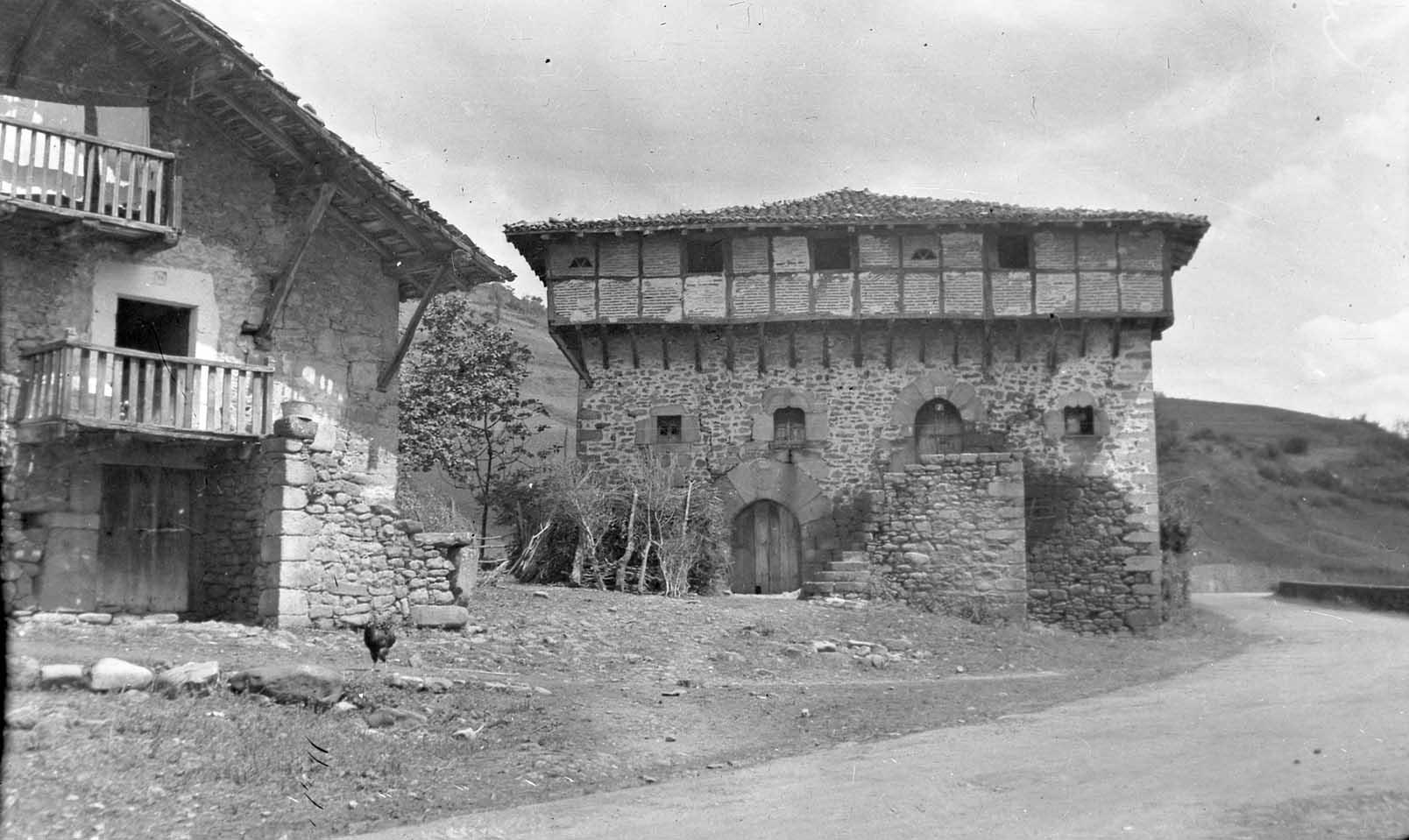
Torre de Aranguren en 1956. Fotografía: Indalecio Ojanguren